# Titán-dioxid
A titán-dioxid, vagy titán(IV)-oxid (TiO2) a titán egy természetben is előforduló oxidja. 
Vízben oldhatatlan, kénsavban lassan oldódik, és szulfát keletkezik.
{\displaystyle {\ce {TiO2 +2H2SO4->Ti(SO4)2 +2H2O}}}
A titán-tetraklorid nedves levegőn hidrolizál, TiO2 és sűrű fehér füst keletkezik.
{\displaystyle {\ce {TiCl4 +2H2O -> TiO2 + 4HCl}}}
Magas hőmérsékleten lila színű Ti2O3 vegyületté alakul. Finom szemcséi erősen szórják a fényt, 20-50 nm-es szemcseméretnél a szórás maximuma az UV-tartományban van. Ezért alkalmazzák UV-szűrőként. 
Festékként Titanium White, titánfehér, Pigment White 6, vagy CI 77891 neveken említik. A VIII. Magyar Gyógyszerkönyvben  Titanii dioxidum     néven hivatalos.  

## Előfordulási formák
A természetben négy formája van:
- a rutil egy tetragonális kristályszerkezetű ásvány (prizmás)
- az anatáz vagy oktaedrit egy tetragonális kristályszerkezetű ásvány dipiramidális habitussal
- a brookit rombos kristályszerkezetű ásvány. Az anatáz és a brookit viszonylag ritkán fordul elő.
- a titán-dioxid (B) vagy TiO2(B) egy monoklin kristály

## Felhasználása
Sok területen használják fehérítésre, festékekben, naptejekben és ételszínezékként (E171). 

## Élettani hatása
A titán-dioxid (E171) tudományos kutatások szerint elképzelhető, hogy rákkeltő, génkárosító hatású,
ezért az Európai Bizottság 2022 júliusától betiltotta élelmiszer-adalékanyagként való használatát az Európai Unióban.